# San Feliciano
San Feliciano is een plaats in de gemeente Magione, provincie Perugia in Umbrië. 
Vanaf San Feliciano gaat een boot naar het Isola Polvese. 

## Geografie
Het dorpje ligt 4 km ten zuidwesten van Magione en 18 km ten westen van Perugia aan het Trasimeense Meer op 279 m hoogte. San Feliciano heeft ca. 580 inwoners

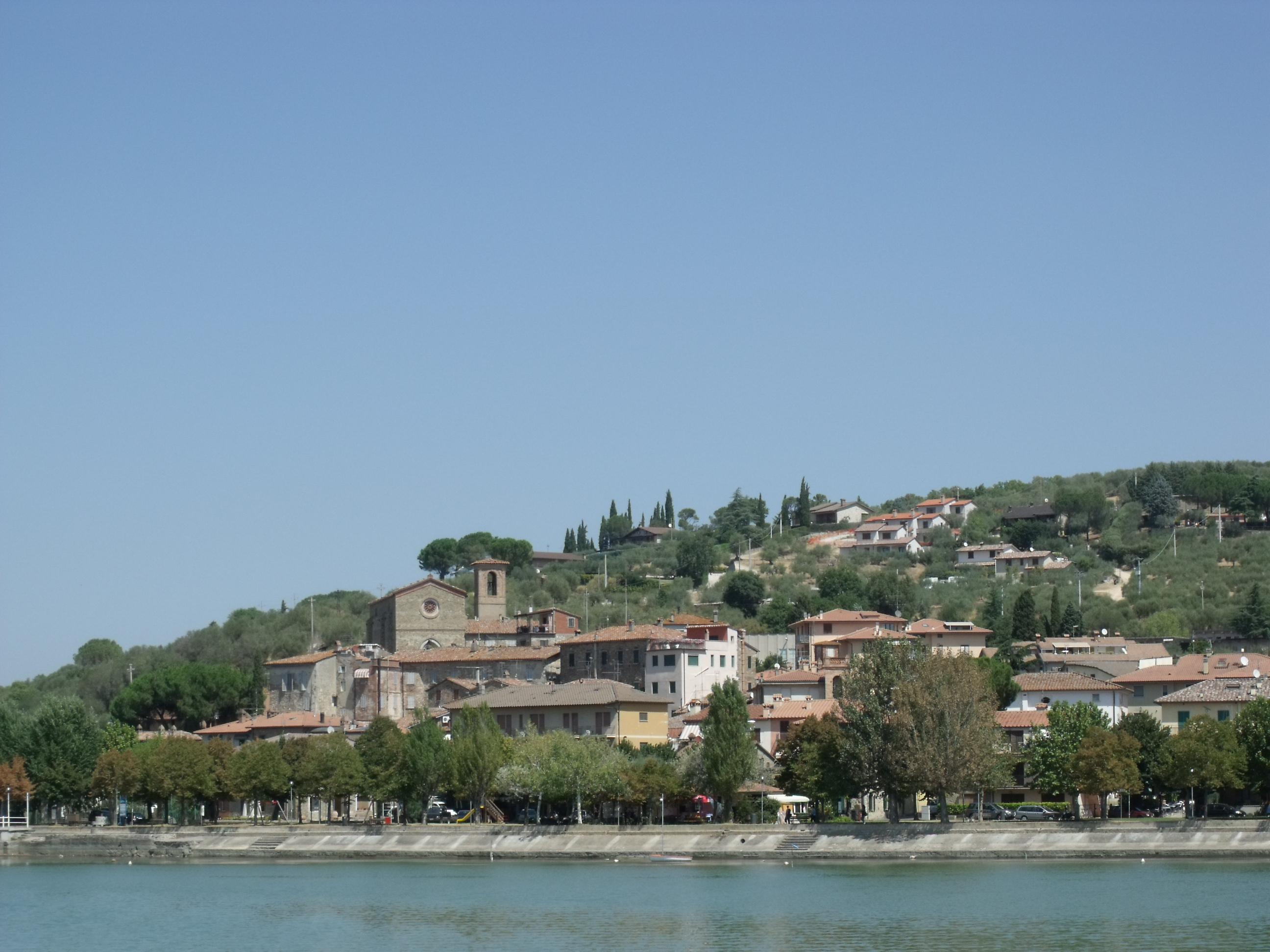
Uitzicht op San Feliciano